# Svarttjärnen (Haverö socken, Medelpad, 693575-145087)
Svarttjärnen är en sjö i Ånge kommun i Medelpad och ingår i Ljungans huvudavrinningsområde. Sjöns area är 0,029 kvadratkilometer och den befinner sig 400 meter över havet.